# Adelheid Dahimène
Adelheid Dahimène (Altheim, 2 juin 1956 - Fribourg-en-Brisgau, 21 novembre 2010) est une écrivaine autrichienne. 